# 格斯尼茨車站
格斯尼茨站（德語：Bahnhof Gößnitz）是德国图林根格斯尼茨的火车站。该站于1844年3月15日由萨克森-巴伐利亚铁路公司啟用。

## 月台

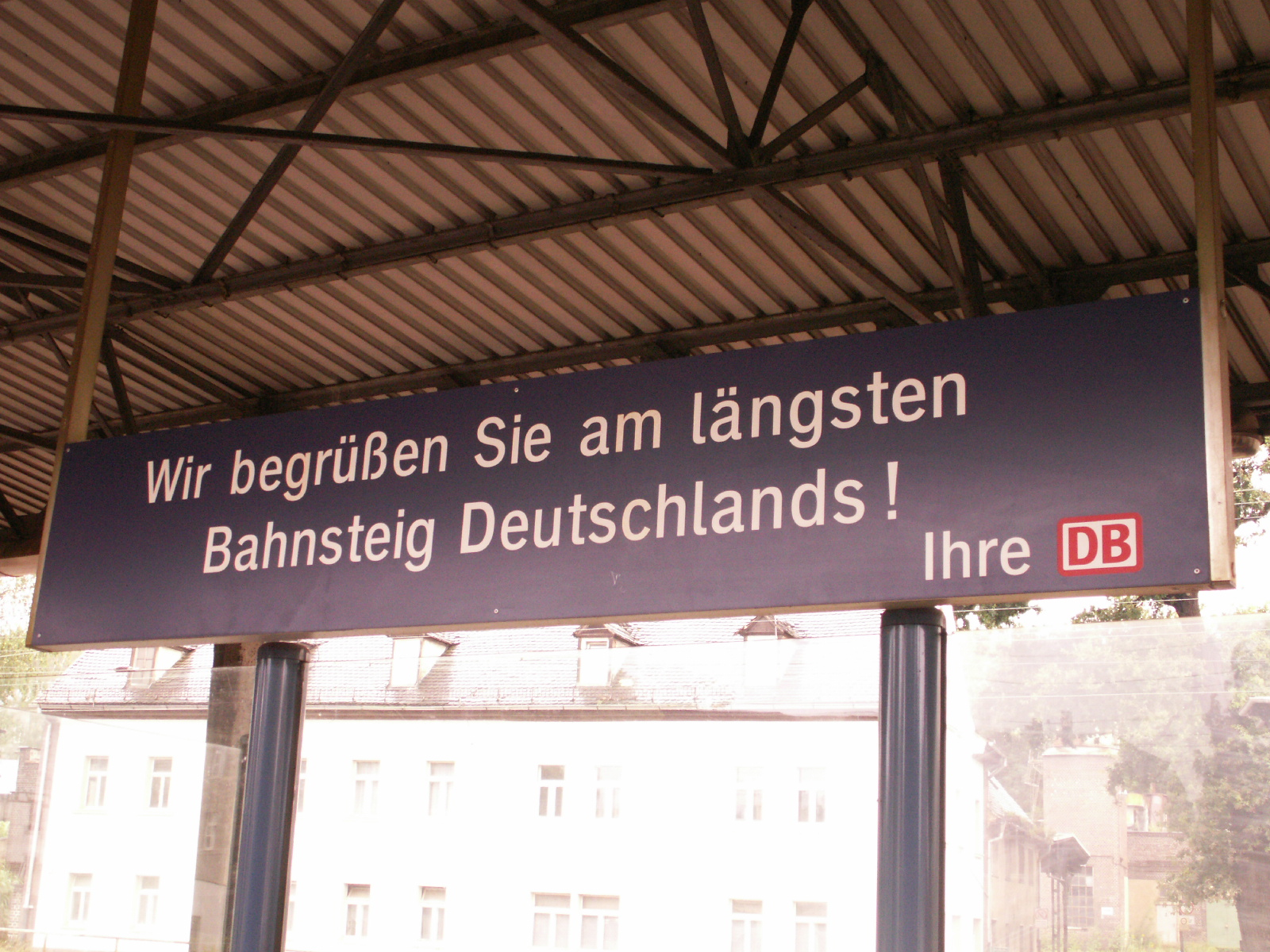
格斯尼茨車站的月台告示。

本站月台很長，以便多列火车同时从不同方向的平台上開出。车站上有個告示聲稱本站月台為德國最長的月台，長達608  米。但月台的有效长度只有435米实际上德国最长的月台並非在本站。下列各站的月台構造長度都更長：美因茨 （706.5米），埃森（667米），汉堡（627米）。
在2015/2016年的時刻表中，该车站由中德城市快鐵之S5和S5X线服务，该线于2013年12月随着莱比锡城市隧道的通车而投入运营。 自2015年12月起，S5线每小时一班，从哈勒經本站到Zwickau 。 S5X线開行每小时的快車，始站為莱比锡/哈勒机场。
另一個重要路線来自图林根。 从哥廷根经爱尔福特（Erfurt） 與本站到达格拉绍 （ Glauchau），使用 612型傾斜式柴聯車。往返Meerane的区域快车每两个小时一班。